# Rzędziwojowice
Rzędziwojowice est une localité polonaise du gmina de Niemodlin dans la voïvodie et le powiat d'Opole.